# Najdorfvariant
De Najdorfvariant is een schaakopening, een variant van het Siciliaans.
De Najdorfvariant is een van de meest complexe schaakopeningen en tevens een van de meest gespeelde antwoorden op e4. Het begint met de zetten 1.e4 c5 2.Pf3 d6 3.d4 cxd4 4.Pxd4 Pf6 5.Pc3 en dan speelt zwart de Najdorf met de zet 5...a6. De opening valt onder ECO-code B90.

## Geschiedenis
De Najdorfvariant is genoemd naar de Pools-Argentijns schaker Najdorf, hoewel hij niet de bedenker is van de opening. De zet 5...a6 werd voor de Tweede Wereldoorlog al gespeeld door schakers als Tartakower, Ragozin en de Nederlanders Noteboom en Van den Bosch. Het was pas na de oorlog dat de Tsjech Opočenský 6.Le2 begon te beantwoorden met 6...e5. Hierin ligt de reden van 5...a6: het paard kan niet naar b5 en moet naar b3. Op 5...e5 kan 6 Pdb5. Hetzelfde idee komt uit de O'Kellyvariant: 1. e4 c5 2. Pf3 a6 3. d4 cxd4 4. Pxd4 e5. Wit kan in plaats van 3. d4 dan 3. c4 of 3. c3 spelen, wat door inlassing van 2... d6 3 d4 cxd4 4 Pxd4 Pf6 5 Pc3 niet meer mogelijk is. Behalve dat 5...a6 het paard van b5 weg houdt, bereidt 5...a6 ook een later ...b5 en eventueel ...Lb7 voor.
De Najdorf was een geducht wapen van vele wereldkampioenen en hun kandidaten (Tal, Bobby Fischer, Kasparov, Anand, Topalov). De opening werd sinds Fischers dagen populair onder grootmeesters en clubspelers en blijft dit tot op de dag van vandaag.

## Varianten
De hoofdvariant van de Najdorf is tegenwoordig 6.Lg5 Pbd7, ook wel bekend als de Verbeterde List. Daarnaast zijn er een aantal zijvarianten, zoals de Engelse aanval, de vergiftigde pion-variant met 6.Lg5 e6 7.f4 Db6 (de vergiftigde pion is de pion op b2), de Polugajevski-variant en de Sozin-variant en het Fischer systeem met 6. h3.